# Mono (řeka)
Mono je řeka v západní Africe, dlouhá 467 kilometrů. Pramení v beninském departementu Atakora, překračuje hranice do Toga a teče přes území jeho území směrem k jihu, na dolním toku tvoří státní hranici mezi Togem a Beninem a vlévá se do Guinejského zálivu. Oblast okolo ústí řeky je od roku 2017 chráněna jako biosférická rezervace. Řeka je splavná do vzdálenosti 50 km od ústí, stojí na ní přehrada Nangbeto s vodní elektrárnou, nejvýznamnějším sídlem na řece je Tchamba. Dolní tok je spojen průplavem s jezerem Togo. Údolí řeky je významnou zemědělskou oblastí, kde se pěstuje převážně kukuřice.